# Håndbold Spiller Foreningen
Håndbold Spiller Foreningen er en dansk forening, stiftet 19. maj 1997, der varetager professionelle håndboldspilleres interesser. Foreningen rådgiver medlemmerne om såvel jura, skat, kontrakter og karrieren.
I perioden 2011-18 var Håndbold Spiller Foreningen medlem af LO, men siden d. 1. januar 2019 er Håndbold Spiller Foreningen medlem af FH.

## Konflikten med Dansk Håndboldforbund, foråret 2011
I begyndelsen af 2011 var foreningen i en lønstrid med Dansk Håndbold Forbund (nu Dansk Håndbold) vedrørende landsholdspillernes løn, hvilket kunne betyde, at det danske damelandshold skulle lukkes. Det var op til hver enkelt spille at afgøre, om du ville fortsætte på den danske landshold under de nye lønvilkår. De spillere, der valgte ikke at spille på landsholdet, var dog altid velkomne til at gøre comeback. 